# Ruth Brandberg
Ruth Brandberg (* 17. August 1878 in Landskrona; † 18. September 1944 in Stockholm) war eine schwedische Gartenarchitektin. Sie gehörte zur ersten Generation von Frauen in Schweden, die eine professionelle Karriere als selbstständige Freiflächengestalterin machte. Sie gestaltete viele Privatgärten und spezialisierte sich auf Außenanlagen von Krankenhäusern und Sanatorien.

## Leben und Werk
Ruth Martina Brandberg war die Tochter von Anna Maria Eleonora Awelin (1848–1905) und dem Arzt Josef August Brandberg (1843–1900). Sie wuchs mit ihrem Bruder Nils Hadar Brandberg (1880–1959, Bergbauingenieur) und der späteren Kinderpflegerin, Krankenschwester und Gemeindeschwester Märta Elisabeth Brandberg (1882–1961) in Landskrona auf. An der Volksschule für Mädchen war Selma Lagerlöf von 1885 bis 1895 ihre Lehrerin in den Fächern Geografie, Geschichte und Schwedisch. Lagerlöf war auch eine gute Bekannte der Eltern und blieb ein Leben lang mit Ruth Brandberg in Kontakt. Nach dem Tod des Vaters im Jahr 1900 zog die Familie Brandberg nach Stockholm. Noch im selben Jahr begann Ruth Brandberg ihr Studium an der Königlichen Lehrerbildungsanstalt. Sie brach das Studium wegen Krankheit ab, arbeitete aber eine Zeit lang als Nachhilfelehrerin. Sie entschied sich schließlich, eine Ausbildung zur Gärtnerin zu beginnen. Wie die meisten Frauen in diesem Beruf am Anfang des 20. Jahrhunderts ging sie ins Ausland, da dort die Ausbildungsmöglichkeiten für Frauen günstiger waren. Sie besuchte das Horticultural College for Women in Swanley, wo sie von 1907 bis 1909 studierte.

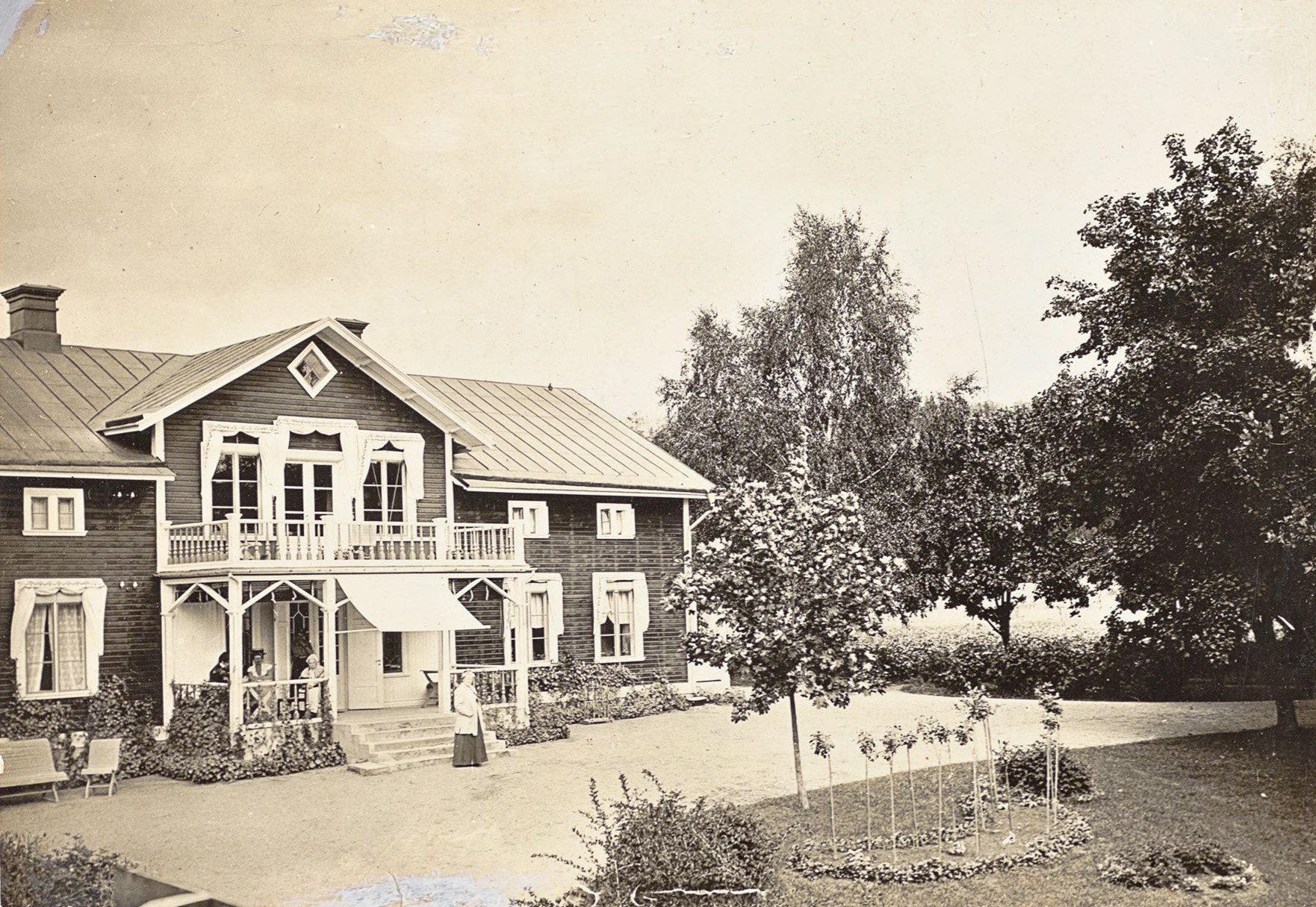
Mårbacka 1912

Nach ihrer Ausbildung war Brandberg ab Mai 1909 zuerst in Mårbacka tätig. Lagerlöf hatte das Anwesen ein paar Jahre vorher zurückgekauft und wollte es sowohl zu einem Gartenbaubetrieb als auch gestalterisch fortentwickeln. Sie hatte großes Vertrauen in die künstlerische und gärtnerische Ausbildung in Großbritannien und engagierte Brandberg trotz der fehlenden Berufserfahrung. Die Arbeiten in Mårbacka bestanden zum einen aus der Restaurierung des Gartens mit älterem Baumbestand und zum anderen aus der Anlage und Bewirtschaftung von Nutzflächen für Obst und Gemüse. Zum vorhandenen Bestand gehörten Obstbäume alter Sorten, die schmackhaft und widerstandsfähig waren. Lagerlöf hätte gern neue Sorten daraus ziehen lassen und an die Landwirte in Värmland veräußert. Sie war der Meinung, dass ein solcher Betrieb nach drei Jahren einen Gewinn erwirtschaften könnte und wollte Brandberg am Gewinn beteiligen. Brandberg machte früh klar, dass zur Realisierung solcher Pläne ihre Erfahrung nicht ausreichte. Dennoch kam sie für drei Sommer und beplante und bestellte die Flächen so, dass reichlich frisches Gemüse und Früchte auf dem Marktplatz in Sunne und an einem eigenen Marktstand in Mårbaka verkauft wurden. In dieser Zeit unternahm sie außerdem Reisen nach England und übernahm Aufträge für andere Gärten.
1911 ließ sie sich mit ihrer guten Freundin Gertrude Bråkenhielm auf dem Hof Perstorp in der Nähe von Tungelsta in Södermanland nieder. Ab 1916, als sie mit ihrer Schwester nach Lidingö zog, arbeitete sie als beratende Gartenplanerin, hauptsächlich in Dalarna und in der Region Stockholm. Zu ihren Kunden gehörten die Geschwister Lilly Wilhelmina Crafoord (1873–1956) und der Gesandte Axel Wallenberg (1874–1963).
In den Jahren um 1920 bildete sich Ruth Brandberg praktisch und theoretisch im Baumschnitt weiter und besuchte Kurse der Königlichen Landwirtschaftsakademie. Ihre Fähigkeiten im perspektivischen Darstellen vervollständigte sie am Vorgängerinstitut der heutigen Konstfack, der Tekniska skolan (Technische Schule) in Stockholm. Sie hospitierte 1919 bis 1921 beim Gartenbauarchitekten I. P. Andersen in Kopenhagen, verbunden mit praktischen Arbeiten und Studienreisen in Dänemark.

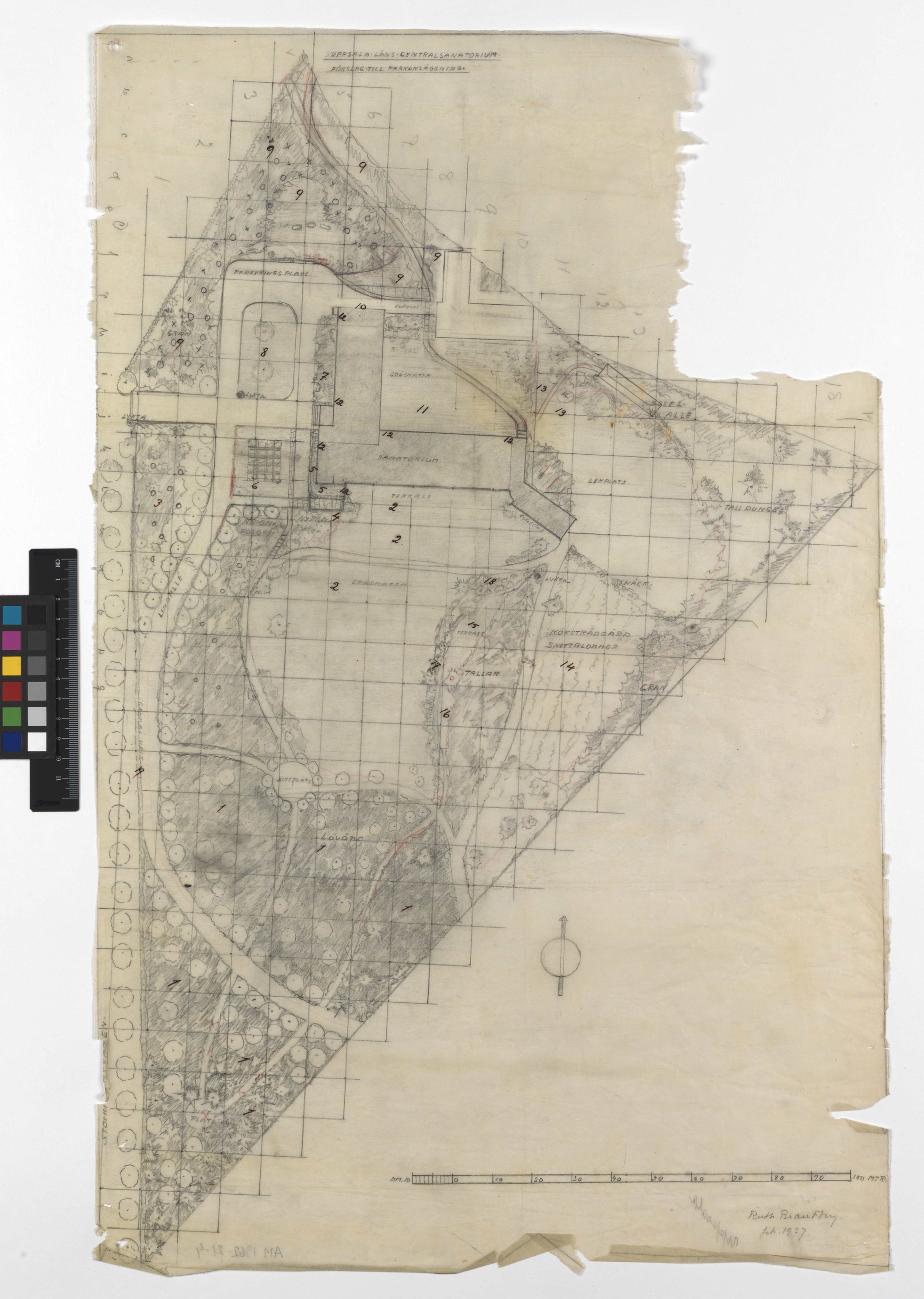
Zentrales Sanatorium des Bezirks Uppsala. Vorschlag für die Parkgestaltung, Ruth Brandberg Feb. 1937

Ab 1921 arbeitete Brandberg als selbstständige Gartenarchitektin von ihrem Haus auf Lidingö aus. Zunächst realisierte sie vorwiegend Privatgärten. In den frühen 1920er Jahren kamen Gärten und Parks in Krankenhäusern, Sanatorien und ähnlichen Pflegeeinrichtungen dazu. Ihr erster großer Auftrag war die Neugestaltung des Universitätskrankenhauses in Uppsala Mitte der 1920er Jahre im Zusammenhang mit dem Umbau und der Erweiterung des Krankenhauses durch den Architekten Ernst Stenhammar (1859–1927). Die teilweise erhaltene Anlage besteht aus mehreren getrennten Gärten für medizinisches Personal und Patienten. Es folgte eine Reihe von Arbeiten als Partnerin des Architekten Gustaf Birch-Lindgren (1892–1969), der lange Zeit der führende Krankenhausarchitekt des Landes war. Dazu zählten die neue Gartenanlagen im Krankenhaus Serafimera, Stockholm, mit einem Blumengarten auf dem Dach des Maschinenhauses und einem modernen Steinhof.
Ruth Brandbergs Krankenhausplanungen schaffen qualitätvolle Erholungszonen für die Patienten. In den Freianlagen für das Personal realisierte sie hierarchisch differenzierte Bereiche: Die Patienten wurden von den Pflegekräften getrennt, diese wiederum von den Ärzten. Verschiedenen Kategorien von Personal bekamen unterschiedliche Gärten zugewiesen.
Einer ihrer wichtigsten Kunden war das Schwedische Tabakmonopol (Svenska Tobaks AB), in dessen Auftrag sie 1937–1940 den Garten des Ferienhauses Rockesholm in Bergslagen gestaltete. Zu den wichtigsten privaten Aufträgen gehört die Modernisierung von Lennartsnäs in Uppland für Alfhild af Ugglas in den Jahren 1936–1937. Sie arbeitete mit der Gartenarchitektin Helfrid Löfqvist (1895–1972) zusammen, die auch einige ihrer Aufträge ausführte.
Ruth Brandberg starb 1944 in Stockholm. Ihr Grab befindet sich auf dem Friedhof von Landskrona. Ihr Nachlass befindet sich im Staatlichen Zentrum für Architektur und Design, Arkitektur- och designcentrum (Arkdes).

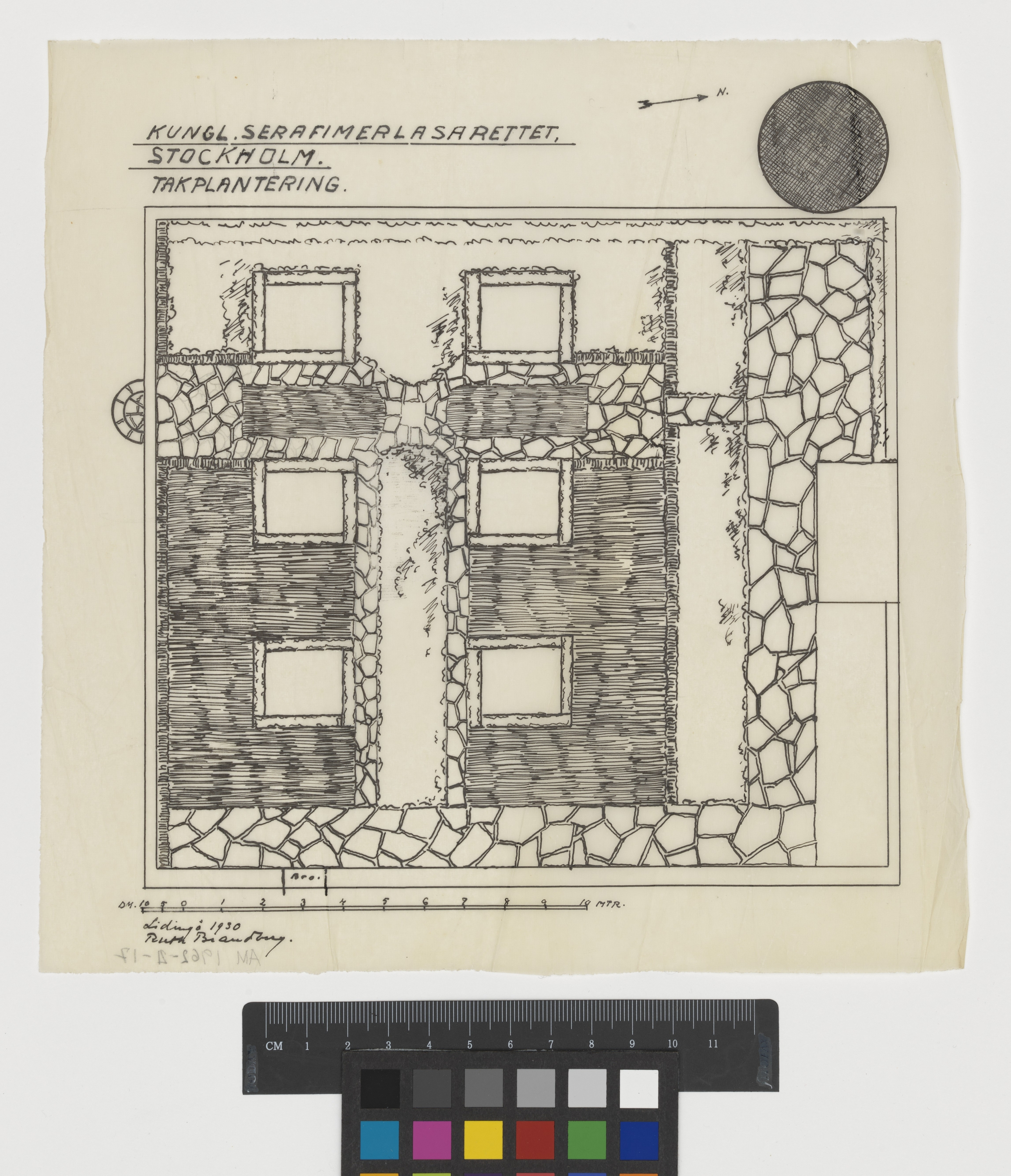
Königliches Krankenhaus Serafimera, Stockholm. Vorschlag zur Änderung des Parks, Dachbegrünung

### Projekte für den Gesundheitsbereich (Auswahl)
- Universitätskrankenhauses, Uppsala (Mitte der 1920er Jahre)
- Krankenhaus Serafimera, Stockholm (1928–1933)
- Garten und Liegehalle des Sanatoriums Sandträsk (1930–1931)
- Küstensanatorium Apelviken, Varberg (1931–1933)
- Schwesternheim, Uppsala (um 1935)
- Zentrale Sanatorium des Bezirks Uppsala (1937–1938)
- Krankenhaus Ulleråker (1937)

## Mitgliedschaften
- Stockholms Gartnersällskap (1912–1944)
- Stockholms Trädgårdsanläggarförening (?–1944)
- Verein für Dendrologie und Parkmanagementn(1920er–1944)
- Schwedische Gesellschaft der Landschaftsarchitekten FST, später Landskapsarkitternas Riksförbund, LAR (1937–1944)